# 磯崎寛也
磯崎 寛也（いそざき ひろや、1965年 - ）は、日本の詩人、画家。男性。茨城県日立市生まれ。

## 来歴
茨城県立水戸第一高等学校、早稲田大学第一文学部を卒業した。1989年、西武百貨店に入社し、営業企画部に配属された。
1995年、新店オープンの企画担当として滞在していた兵庫県神戸市で阪神・淡路大震災に被災する。
2010年に十和田市現代美術館のGMに就任した。
2011年に茨城県水戸市で東日本大震災に被災する。公式ウェブサイトによると、これを契機に「アーティストとして活動を始め、震災を忘れないために空き店舗で地域のアーティストとアートプロジェクトを複数回企画開催」したという。
2017年12月から2018年3月まで脊椎炎を発症して入院する。公式ウェブサイトによると、この経験が人生観を変え、詩作を始めたという。
笠間市で活動していた伊藤公象の勧めで2022年に初の詩画集を刊行した。
2024年9月、同人誌「VOY」を刊行した。創刊号には細見和之、江弘毅らが寄稿した。
2024年11月、茨城文学賞　詩部門受賞。
2025年6月、日本詩人クラブ理事に就任。

## 著書
- 『ソラリスの襞』2022年(芸術新聞社 刊行)
- 『キメラ／鮫鯨』2023年(芸術新聞社 刊行/日本詩人クラブ新人賞候補)
- 『ピルグリム』2024年(芸術新聞社 刊行)
- 『VOY』2024年(同人誌)

## 出演番組
- 「イイコト」（テレビ神奈川）[5]：レギュラー